# Saimir Malko
Saimir Malko (Lushnjë, 17 marzo 1970) è un allenatore di calcio ed ex calciatore albanese, di ruolo difensore.

## Carriera

### Nazionale
Ha collezionato 15 presenze con la Nazionale albanese.